# جام عرب ۲۰۲۵
جام عرب ۲۰۲۵ (عربی: کأس العرب ۲۰۲۵) یک تورنومنت جهانی فوتبال است. این مسابقات به عنوان یازدهمین دوره از مسابقات فوتبال جام عرب که بین کشورهای عربی اجرا می‌شد، برگزار خواهد شد. این دومین دوره از این مسابقات است که تحت حمایت و عنوان فیفا برگزار خواهد شد. این مسابقات در سال ۲۰۲۵ به میزبانی قطر برگزار خواهد شد.